# Astartea fascicularis
Astartea fascicularis là một loài thực vật có hoa trong Họ Đào kim nương. Loài này được (Labill.) A.Cunn. ex DC. mô tả khoa học đầu tiên năm 1828.